# هزاره‌های پنچشیر
هزاره‌های پنجشیر گروهی از قوم هزاره هستند که در ولایت پنجشیر افغانستان و بیشتر در ولسوالی دره (درهٔ هزاره) سکونت دارند.

## جغرافیا و جمعیت
بزرگ‌ترین تمرکز هزاره‌های پنجشیر در ولسوالی دره است که پیش‌تر به نام درهٔ هزاره شناخته می‌شد. جمعیت این ولسوالی حدود ۱۵٬۴۰۷ نفر است و اکثریت آن را هزاره‌های سنی تشکیل می‌دهند.

## مذهب
هزاره‌های ولایت پنجشیر سنی‌مذهب هستند و از لحاظ مذهبی با اکثریت جمعیت این ولایت همخوانی دارند.

## طوایف
طوایف هزاره‌های پنجشیر شامل جهر علی، دولت علی، بابه علی، مهر علی، دوست علی، سنگی خان، گلاب خیل، میرهزار، قوچقار، آتم و پراچغانی می‌شوند و بیشتر با هزاره‌های کرم علی، شیخ علی، نیک‌پی، سرخ و پارسا و هزاره‌های لغمان و خنجان مرتبط هستند و زیرمجموعه قبیله بزرگ دای کلان می‌شوند.

## هویت فرهنگی
هزاره‌های پنجشیر به زبان فارسی با گویش محلی سخن می‌گویند و دارای ویژگی‌های ظاهری، فرهنگی و قومی مشابه با سایر هزاره‌ها هستند. برخی از آن‌ها در مقاطع مختلف تاریخی، برای پرهیز از تبعیض مذهبی و قومی، خود را به‌عنوان تاجیک معرفی می‌کردند. با این حال، در دهه‌های اخیر، تلاش‌های از سوی آنان برای بازشناسی و بازیابی هویت قومی‌شان صورت گرفته است تا جایگاه و هویت هزاره‌بودن خود را تقویت و تثبیت کنند.

## چالش‌های هویتی
به‌رغم سنی بودن، این گروه گاهی به دلیل چهره و ویژگی‌های قومی هزارگی، مورد تبعیض قرار گرفته‌اند. به همین دلیل، در دهه‌های اخیر برخی از آن‌ها اقدام به ایجاد نهادهای هویتی از جمله شورای هزاره‌های اهل سنت کرده‌اند تا هویت فرهنگی و قومی خود را بازشناسی و تقویت کنند.